# FIVB Volleyball World League
FIVB Volleyball World League là một giải đấu quốc tế bóng chuyền dành cho nam. Tổ chức lần đầu trong năm 1990, nó là giải đấu quốc tế lâu đời nhất và giàu có nhất trong số các giải do Fédération Internationale de Volleyball (FIVB) tổ chức. Giải được tổ chức hàng năm. Phiên bản nữ giới của giải được gọi là Giải bóng chuyền nữ FIVB World Grand Prix. Không nên nhầm lẫn sự kiện này với các giải quốc tế bóng chuyền khác như: Giải bóng chuyền nam Vô địch thế giới FIVB, Giải bóng chuyền nam FIVB World Cup và World Grand Champions Cup.

## Kết quả
| 1990 | Osaka                   | · Ý      | 3–0         | · Hà Lan               | · Brasil               | 3–1         | · Liên Xô      | 8 / 4  |
| 1991 | Milan                   | · Ý      | 3–0         | · Cuba                 | · Liên Xô              | 3–1         | · Hà Lan       | 10 / 4 |
| 1992 | Genoa                   | · Ý      | 3–1         | · Cuba                 | · Hoa Kỳ               | 3–1         | · Hà Lan       | 12 / 4 |
| 1993 | São Paulo               | · Brasil | 3–0         | · Nga                  | · Ý                    | 3–0         | · Cuba         | 12 / 4 |
| 1994 | Milan                   | · Ý      | 3–0         | · Cuba                 | · Brasil               | 3–2         | · Bulgaria     | 12 / 6 |
| 1995 | Rio de Janeiro          | · Ý      | 3–1         | · Brasil               | · Cuba                 | 3–2         | · Nga          | 12 / 6 |
| 1996 | Rotterdam               | · Hà Lan | 3–2         | · Ý                    | · Nga                  | 3–2         | · Cuba         | 11 / 6 |
| 1997 | Moskva                  | · Ý      | 3–0         | · Cuba                 | · Nga                  | 3–0         | · Hà Lan       | 12 / 6 |
| 1998 | Milan                   | · Cuba   | Round-robin | · Nga                  | · Hà Lan               | Round-robin | · Ý            | 12 / 4 |
| 1999 | Mar del Plata           | · Ý      | 3–1         | · Cuba                 | · Brasil               | 3–1         | · Nga          | 12 / 6 |
| 2000 | Rotterdam               | · Ý      | 3–2         | · Nga                  | · Brasil               | 3–0         | · Nam Tư       | 12 / 6 |
| 2001 | Katowice                | · Brasil | 3–0         | · Ý                    | · Nga                  | 3–0         | · Nam Tư       | 16 / 8 |
| 2002 | Belo Horizonte / Recife | · Nga    | 3–1         | · Brasil               | · Nam Tư               | 3–1         | · Ý            | 16 / 8 |
| 2003 | Madrid                  | · Brasil | 3–2         | · Serbia và Montenegro | · Ý                    | 3–1         | · Cộng hòa Séc | 16 / 8 |
| 2004 | Rome                    | · Brasil | 3–1         | · Ý                    | · Serbia và Montenegro | 3–0         | · Bulgaria     | 12 / 4 |
| 2005 | Belgrade                | · Brasil | 3–1         | · Serbia và Montenegro | · Cuba                 | 3–2         | · Ba Lan       | 12 / 4 |
| 2006 | Moskva                  | · Brasil | 3–2         | · Pháp                 | · Nga                  | 3–0         | · Bulgaria     | 16 / 6 |
| 2007 | Katowice                | · Brasil | 3–1         | · Nga                  | · Hoa Kỳ               | 3–1         | · Ba Lan       | 16 / 6 |
| 2008 | Rio de Janeiro          | · Hoa Kỳ | 3–1         | · Serbia               | · Nga                  | 3–1         | · Brasil       | 16 / 6 |
| 2009 | Belgrade                | · Brasil | 3–2         | · Serbia               | · Nga                  | 3–0         | · Cuba         | 16 / 6 |
| 2010 | Córdoba                 | · Brasil | 3–1         | · Nga                  | · Serbia               | 3–2         | · Cuba         | 16 / 6 |
| 2011 | Gdańsk–Sopot            | · Nga    | 3–2         | · Brasil               | · Ba Lan               | 3–0         | · Argentina    | 16 / 8 |
| 2012 | Sofia                   | · Ba Lan | 3–0         | · Hoa Kỳ               | · Cuba                 | 3–2         | · Bulgaria     | 16 / 6 |
| 2013 | Mar del Plata           | · Nga    | 3–0         | · Brasil               | · Ý                    | 3–2         | · Bulgaria     | 18 / 6 |
| 2014 | Florence                | · Hoa Kỳ | 3–1         | · Brasil               | · Ý                    | 3–0         | · Iran         | 28 / 6 |
| 2015 | Rio de Janeiro          | · Pháp   | 3–0         | · Serbia               | · Hoa Kỳ               | 3–0         | · Ba Lan       | 32 / 6 |
| 2016 | Kraków                  | · Serbia | 3–0         | · Brasil               | · Pháp                 | 3–0         | · Ý            | 36 / 6 |
| 2017 | Curitiba                | · Pháp   | 3–2         | · Brasil               | · Canada               | 3–1         | · Hoa Kỳ       | 36 / 6 |

## Kho hình ảnh

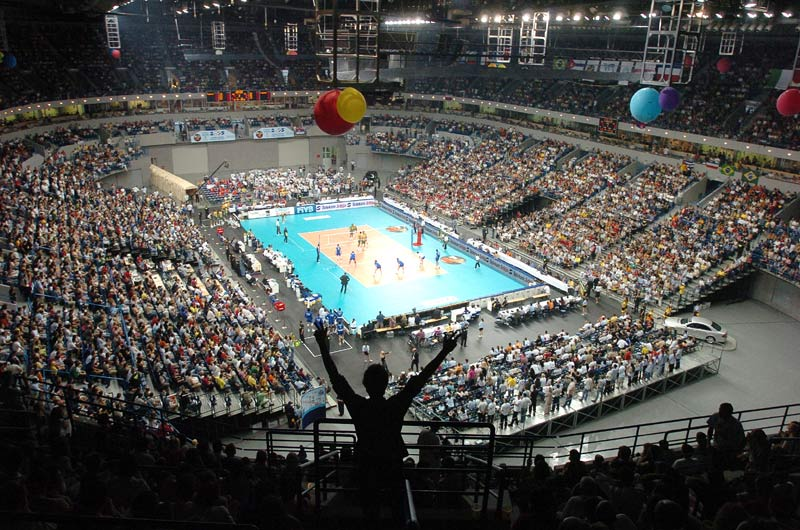
Chung kết  Brazil vs Serbia and Montenegro, 10/7/2005
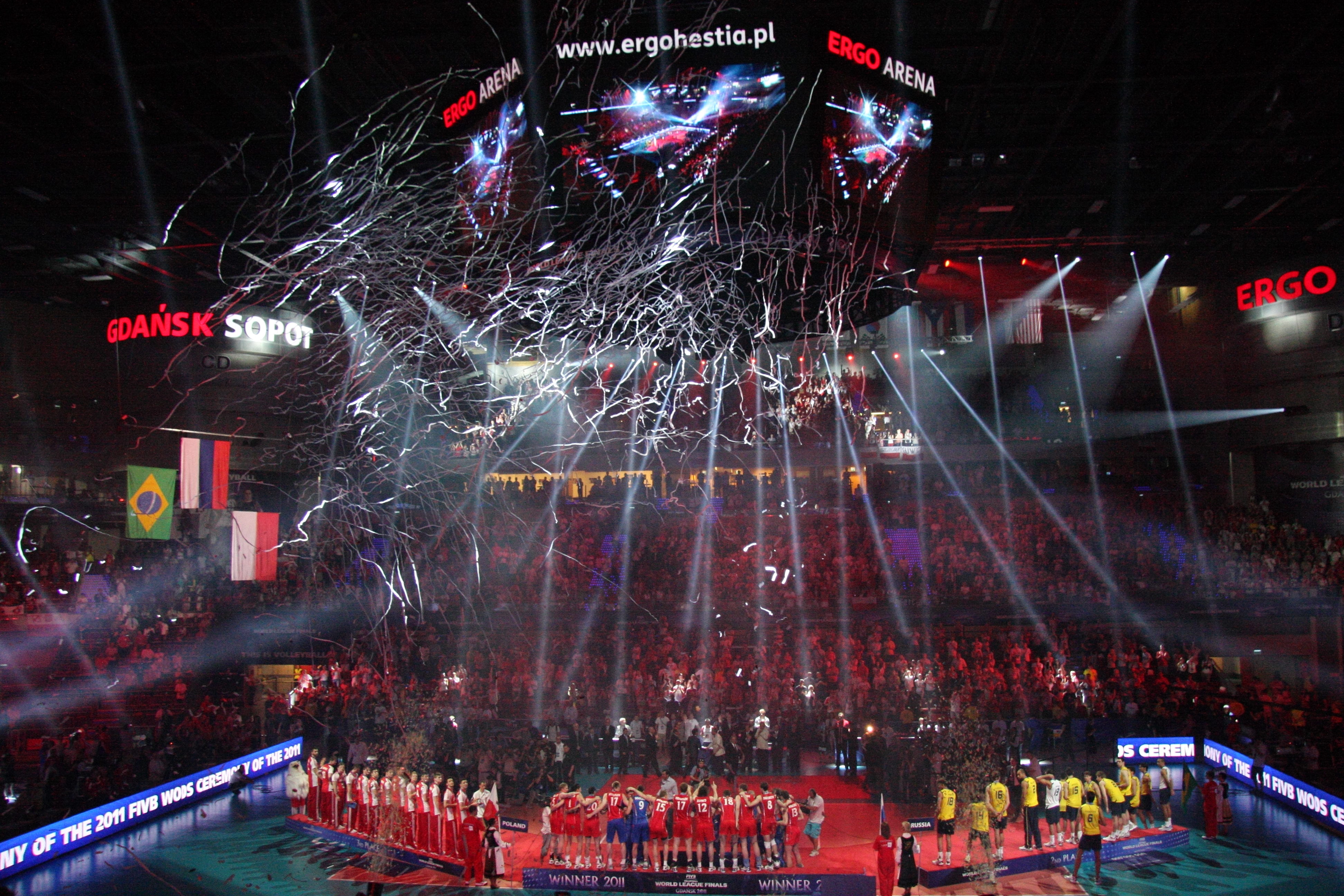
Lễ trao cúp năm 2011 (Nga vô địch)
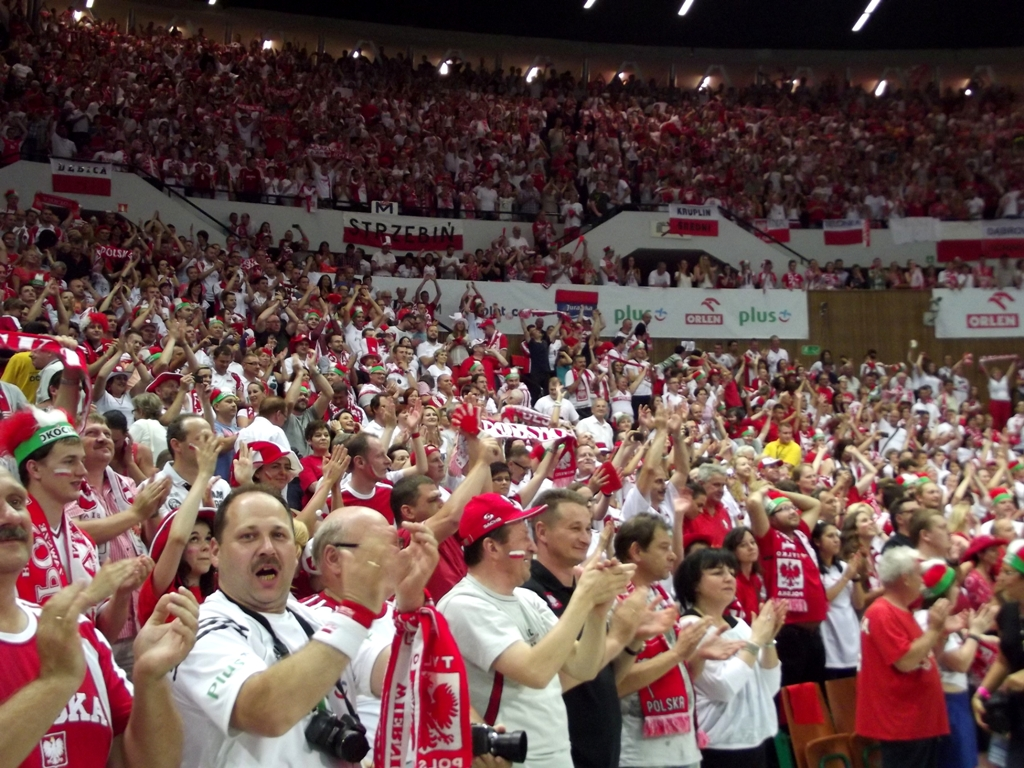
Người hâm mộ Ba Lan tại giải năm 2013
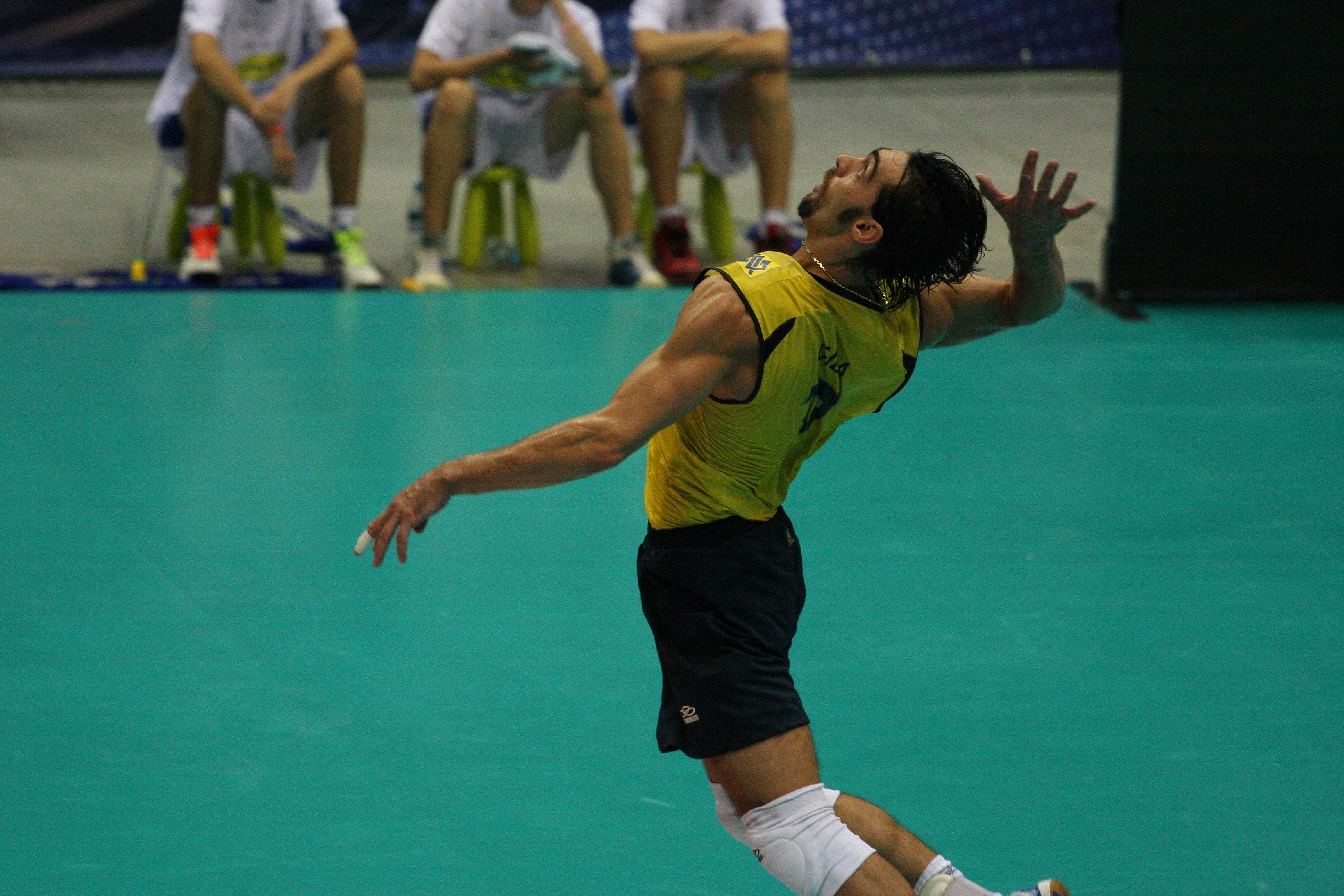
Spike by Giba
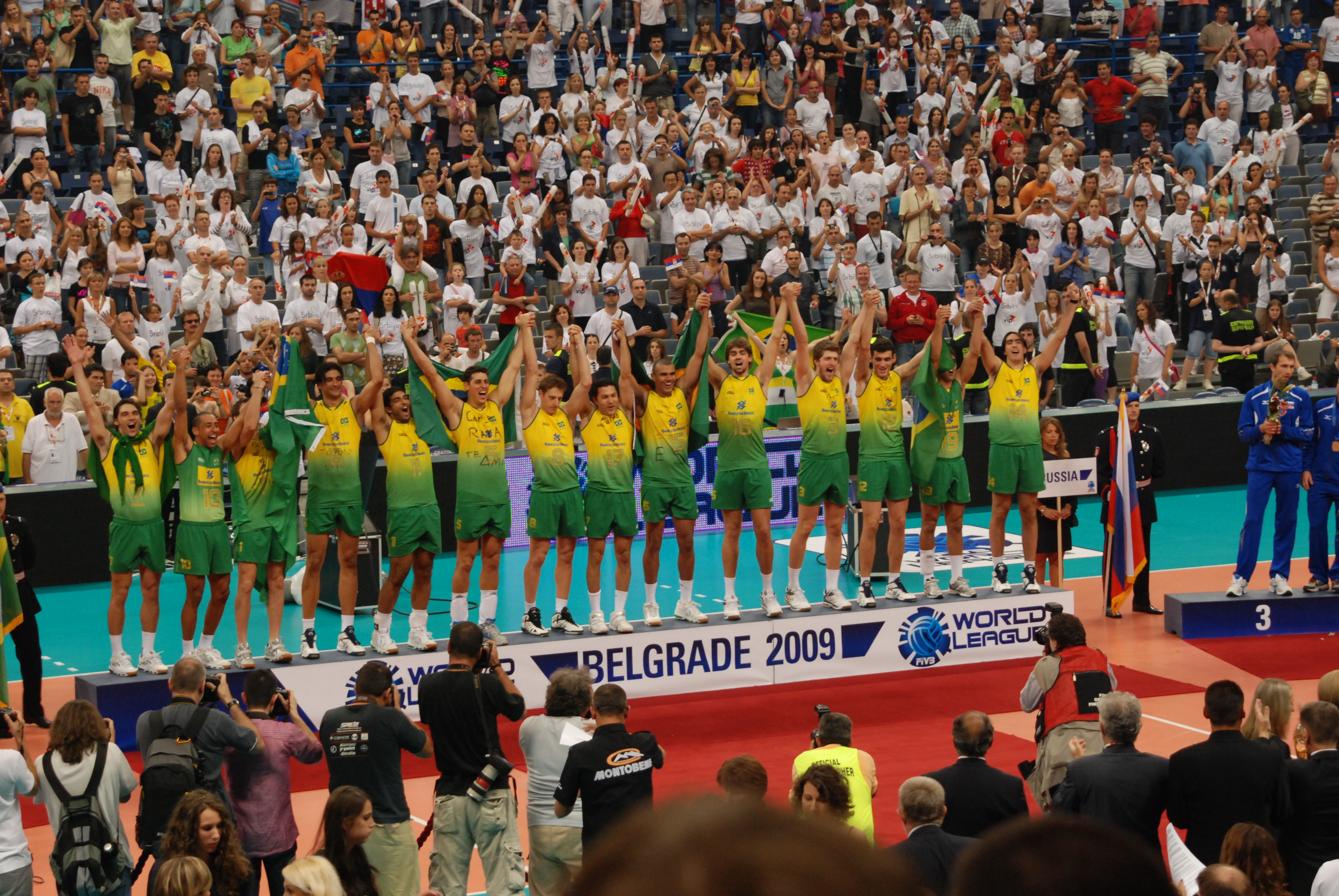
Brazil vô địch năm 2009
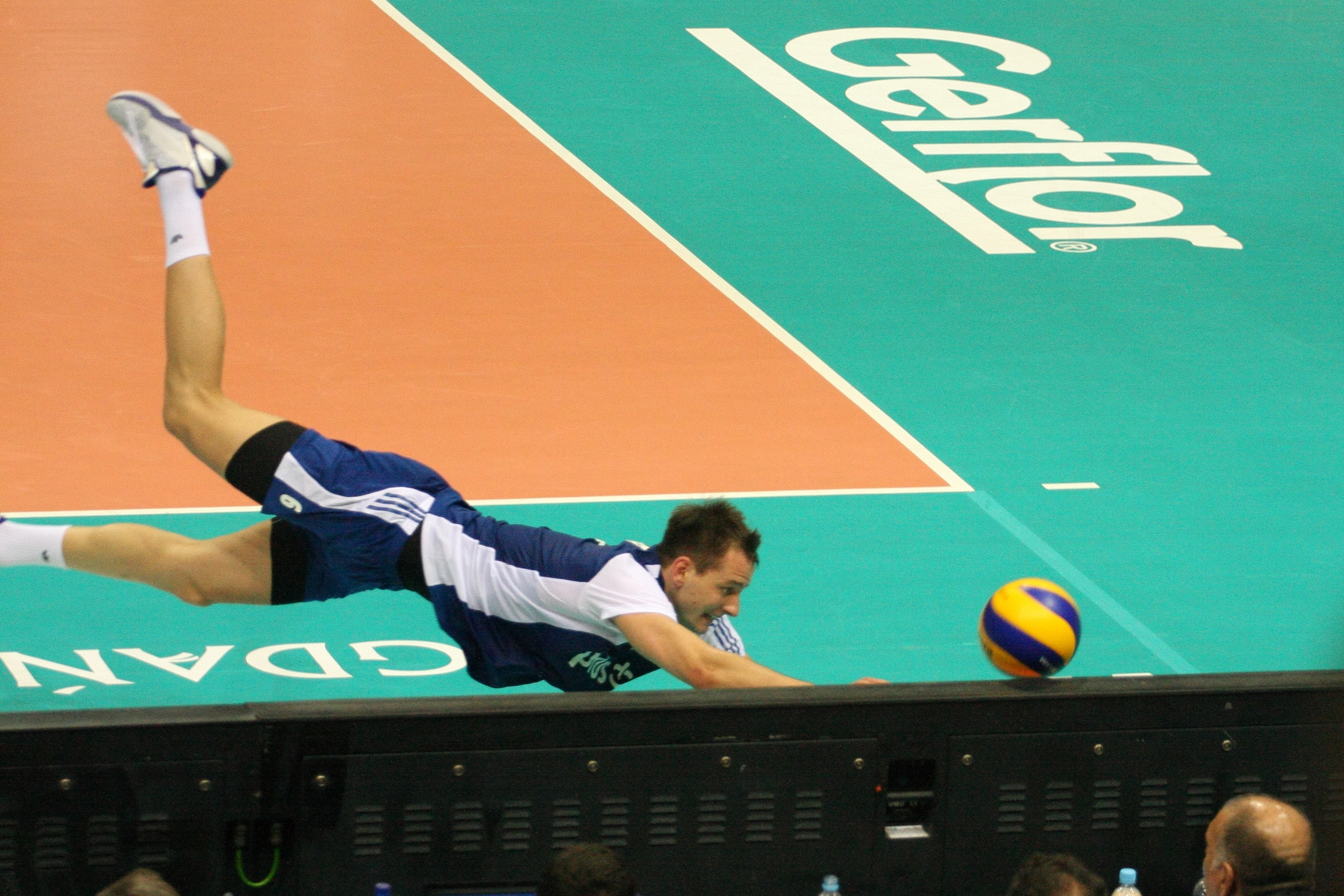
Dive by Bartosz Kurek
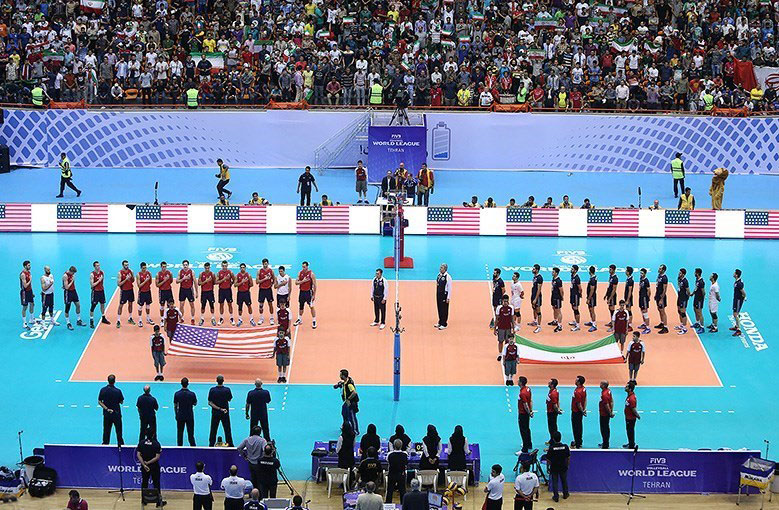
Iran và Hoa Kỳ teams in FIVB World League 2015
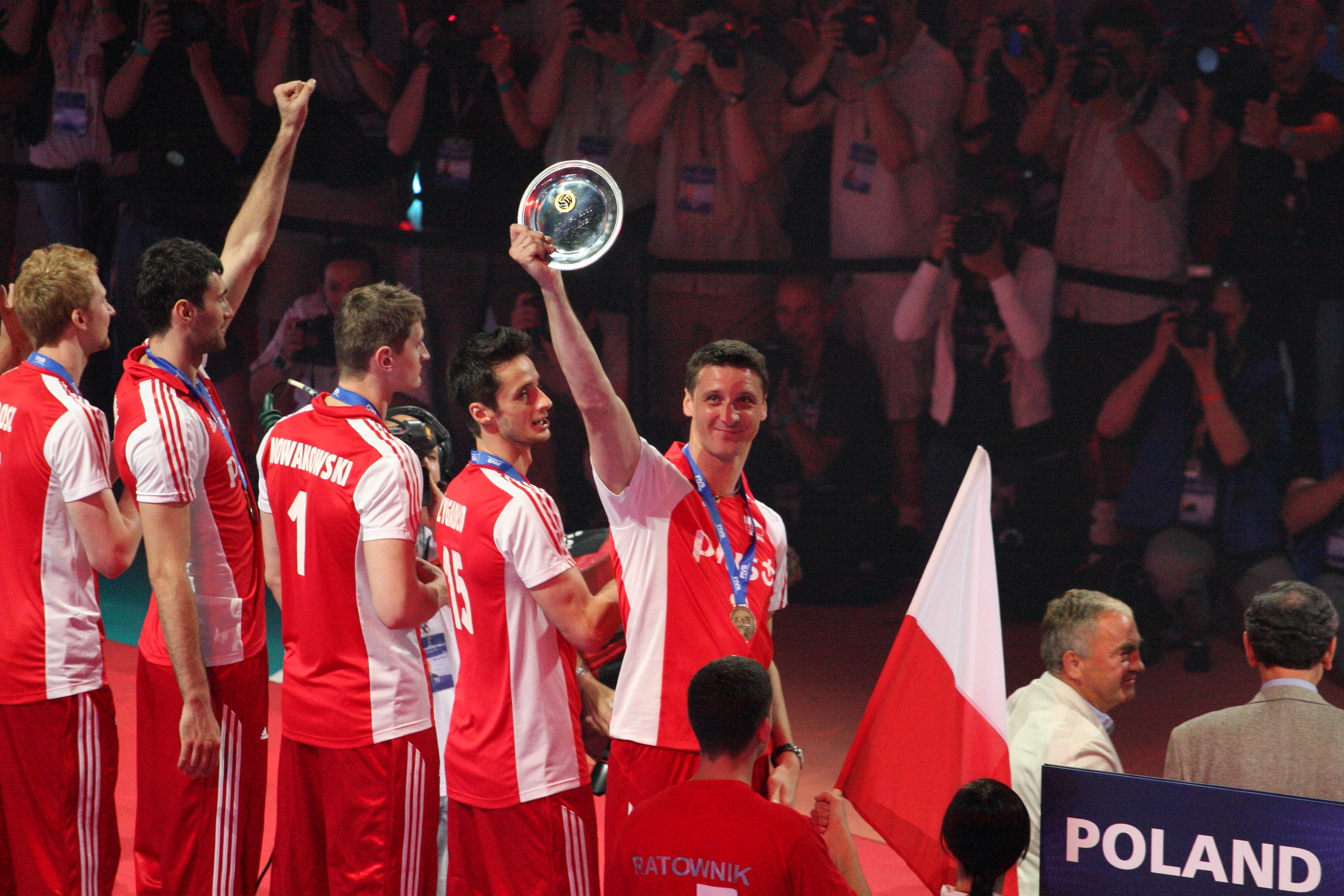
Ba Lan at FIVB World League Final 2011
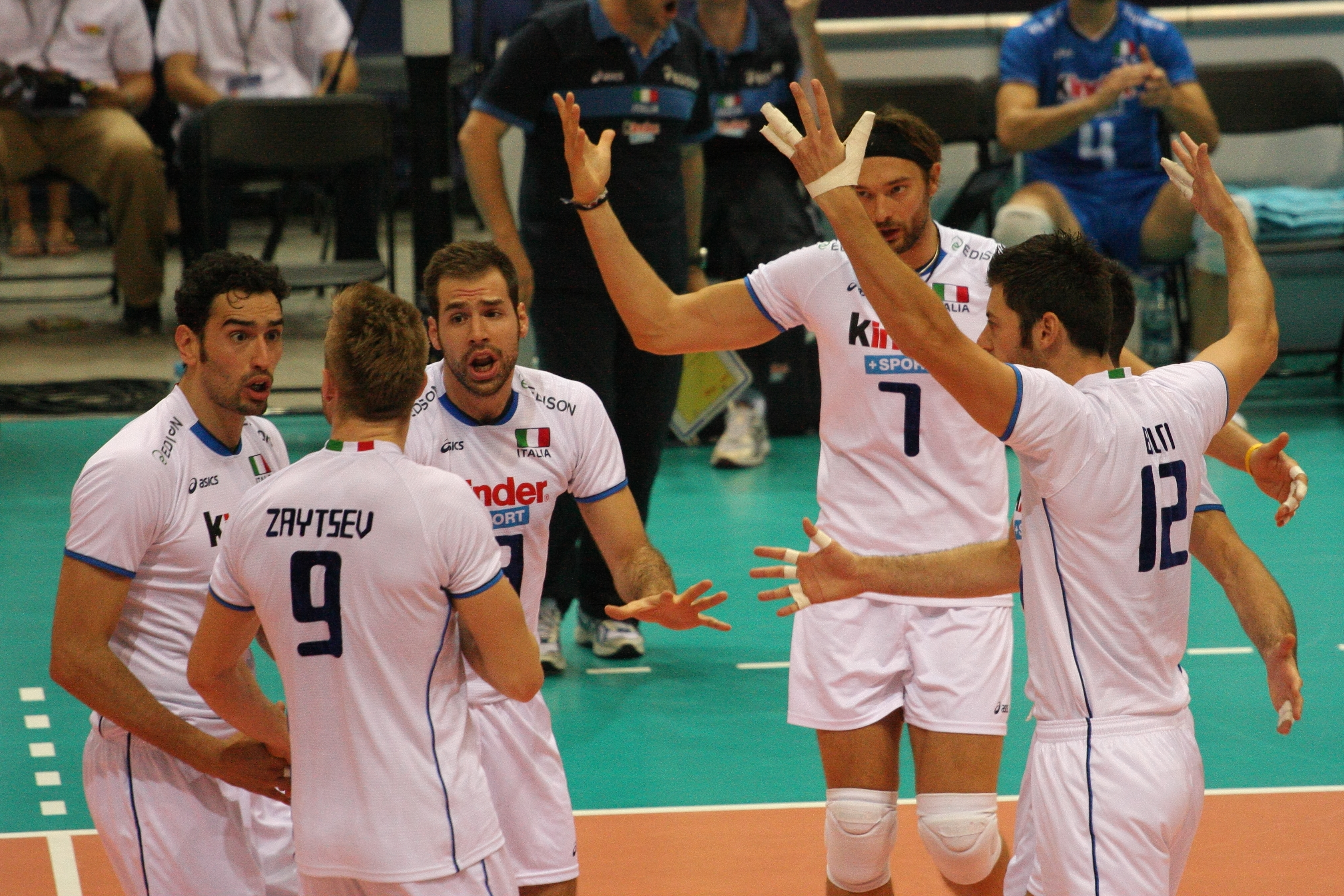
Italian Player in FIVB World League 2012
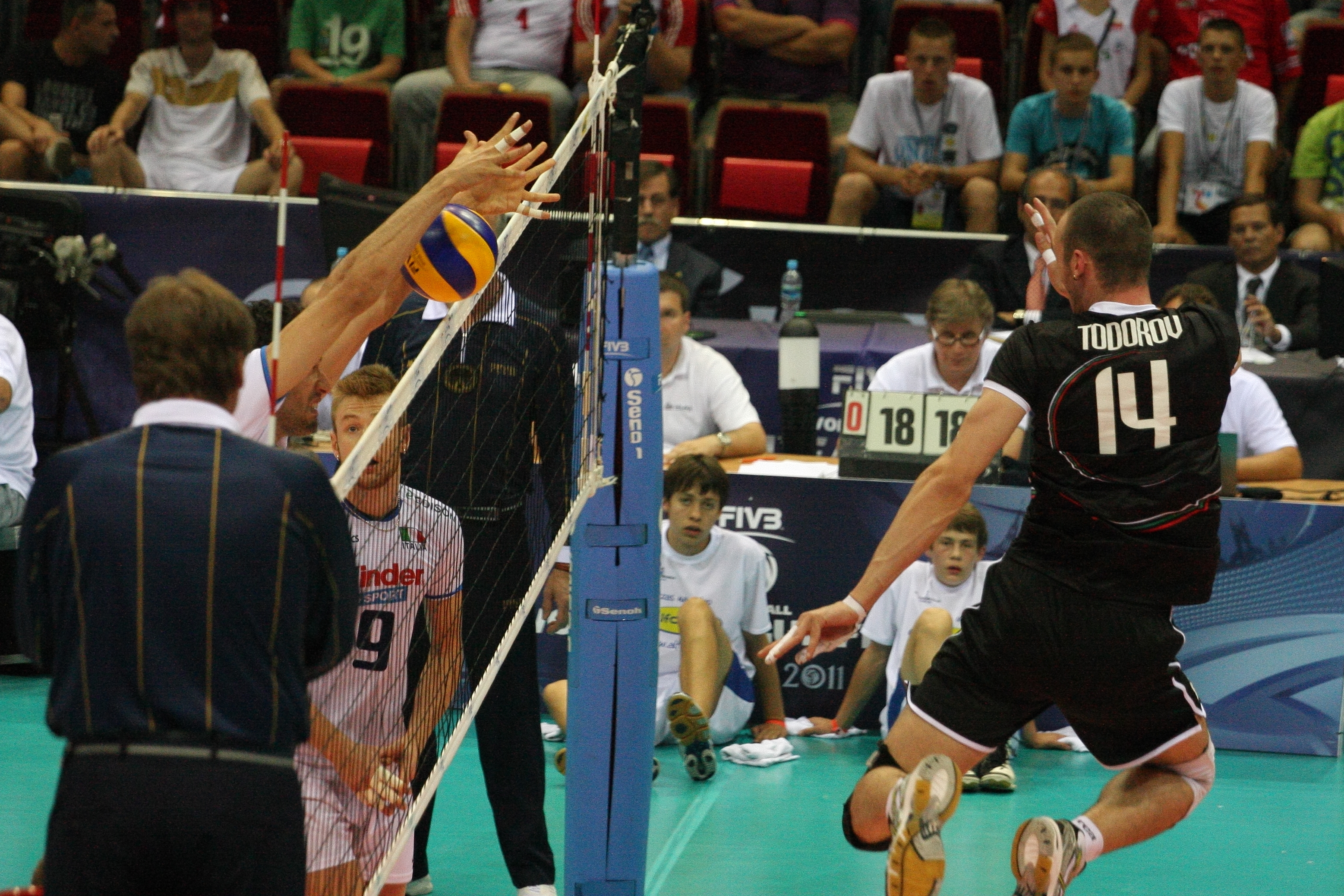
Spike style by Bulgarian Player